# Nemesio Pozuelo Plazuelo
Nemesio Pozuelo Plazuelo (Járkov, 7 de julio de 1940) es un futbolista retirado hispano-soviético.

## Biografía
Nació en 1940 en Járkov, en la entonces República Socialista Soviética de Ucrania. Era hijo de Nemesio Pozuelo Expósito, destacado dirigente comunista español y miembro del comité central del PCE que se había exiliado en la Unión Soviética tras la guerra civil. Alcanzó fama en su faceta como jugador de fútbol con los equipos FC Torpedo y FC Spartak, llegando a ser el máximo goleador de la liga soviética durante la temporada 1971-1972. En 1996 se trasladó a España y se instaló en Velilla de San Antonio, donde pasaría a ejercer como entrenador de fútbol.